# Hesperilla ornata
Hesperilla ornata é uma espécie de borboleta da família Hesperiidae.